# Harry Potter i Odaja tajni
Harry Potter i odaja tajni nastavak je Harry Pottera i Kamena mudraca, odnosno druga iz serije sedam knjiga o Harryju Potteru. Knjiga je objavljena 2. srpnja 1998. Diljem svijeta prodan je u oko 60 milijuna primjeraka.

## Radnja

### Neobično ljeto
Harry provodi još jedne ljetne praznike kod Dursleyjevih. U Kalinin prilaz dolazi kućni vilenjak Dobby koji ga upozorava da će biti u smrtnoj opasnosti ako se vrati u Hogwarts. Harry je, unatoč Dobbyjevu upozorenju, odlučan u svojoj namjeri da se vrati, ali ga Dobby pokušava zaustaviti koristeći magiju (što Harryja dovodi u nevolju).
Dursleyjevi zaključavaju Harryjeve knjige i čarobni štapić, ali u pomoć dolaze braća Weasley (Fred, George i Ron) u letećem automobilu svog oca. Nakon ljeta provedenog u Jazbini Weasleyjevi i Harry odlaze na peron 9¾ kako bi se ukrcali na vlak za Hogwarts. Harry i Ron ne uspijevaju proći kroz zid koji vodi do perona pa u trenutku očaja uzimaju leteći automobil kojim dolaze do škole. Pri slijetanju je, zbog pada na Napadačku vrbu, pukao Ronov štapić, a polusvjesni je automobil pobjegao u Zabranjenu šumu.

### Hogwarts
U novoj je školskoj godini Harry u središtu pažnje troje ljudi: novog, nesposobnog, profesora Obrane od mračnih sila, Gilderoya Lockharta; mladog obožavatelja Colina Creeveyja; i Ronove mlađe sestre, Ginny Weasley kojoj se Harry sviđa. Sve kreće po zlu kada netko otvori Odaju tajni iz koje izlazi čudovište koje napada učenike bezjačkog podrijetla i skamenjuje ih. Prema legendi, Odaju je sagradio Salazar Slytherin i može ju otvoriti samo njegov pravi baštinik kako bi "očistio" Hogwarts od učenika koji nisu čistokrvni.
Mnogi su smatrali da je baštinik Harry, pogotovo nakon što je otkriveno da može razgovarati sa zmijama, što je mogao i sam Slytherin. Harry, Ron i Hermione tijekom većeg dijela romana pokušavaju otkriti tko je pravi Slytherinov baštinik.

### Odaja tajni
Tijekom godine povećava se broj napada i sve više skamenjenih osoba, uključujući i Hermionu, završava u bolničkom krilu. kao vrhunac, na jednom je od zidova osvanula poruka da je Ginny Weasley odvedena u Odaju gdje će "njezin leš dovijeka ležati". Uz Ronovu pomoć Harry pronalazi ulaz u Odaju tajni gdje saznaje da je Ginny otvorila Odaju pod utjecajem Lorda Voldemorta, odnosno sjećanja na njega koje je bilo pohranjeno u njegovom starom dnevniku.
Sjećanje na Voldemorta (Toma Riddlea) sve više jača dok krade životnu energiju od Ginny. Pokušava ubiti Harryja nahuškavanjem baziliska na njega, ali Dumbledore šalje Fawkesa, svog feniksa, da odnese Harryju Razredbeni klobuk u iz kojeg Harry izvlači mač Godrica Gryffindora. Fawkes osljepljuje baziliska i Harry ga ubija mačem. Riddleov je dnevnik uništen i Ginny se vraća u život. Skamenjeni se učenici također osvješćuju uz pomoć mandragora profesorice Sprout. Dnevnik je bio u posjedu Luciusa Malfoya, koji ga je uspio krišom podvaliti Ginny, ali za to nije bilo dokaza.

### Zaključak
Harry ponovno susreće Dobbyja, koji mu otkriva da radi za obitelj Malfoy i da zna za njihovu podvalu. Harry se sažali nad Dobbyjem i sjeti se kako bi mu mogao pomoći - ostatke dnevnika zamata u jednu od svojih čarapa i daje ih Luciusu koji odmota dnevnik i čarapu baci na Dobbyja. Ta je čarapa zbog Luciusove nesmotrenosti postala dar odjeće koji je oslobodio Dobbyja. Dobby ostaje zahvalan Harryju i čak ga štiti od Luciusova ispada bijesa.
Harry je zabrinut zato što ne zna je li trebao biti Slytherin, ali Dumbledore ga razuvjerava govoreći mu da ljude određuju njihovi izbori i da ne bi mogao izvući Gryffindorov mač da nije pravi pripadnik doma Gryffindora.
U međuvremenu su Harry i Ron razotkrili i prijevaru Gilderoya Lockharta koji je brisao pamćenje drugim ljudima i prisvajao njihova djela. Lockhart je završio u bolnici svetog Munga nakon što je na Harryju i Ronu pokušao izvesti čaroliju brisanja pamćenja pomoću Ronova slomljena štapića.

## Posveta
Za Séana P. F. Harrysa, vozača za bijeg i ljubitelja lošeg vremena

## Izdanja
U Hrvatskoj postoje tri izdanja knjige.

### Algoritam
Prva dva izdanja su Algoritmova s prijevodom Zlatka Crnkovića, prvo izdanje s tvrdim uvezom izdano je 2000. godine, a do 2017. su izašla 16 izdanja, dizajn korica bio je ilustratorice Mary GrandPré.
Drugo izdanje s mekim uvezom izdano je jedanput 2014. godine s dizajnom korica ilustratora Jonnyja Duddleja.

### Mozaik knjiga
Treće i novo izdanje je od Mozaik knjige koje je izašlo 3. travnja 2023. s pretprodajom mjesec ranije.
lustrator korica je Studio La Plage koji je povodom 25. godišnjice Harryja Pottera izdao skup prvih digitalnih naslovnica koje se globalno koriste u izdanjima E-knjiga i zvučnih knjiga.